# Зеркальный шар

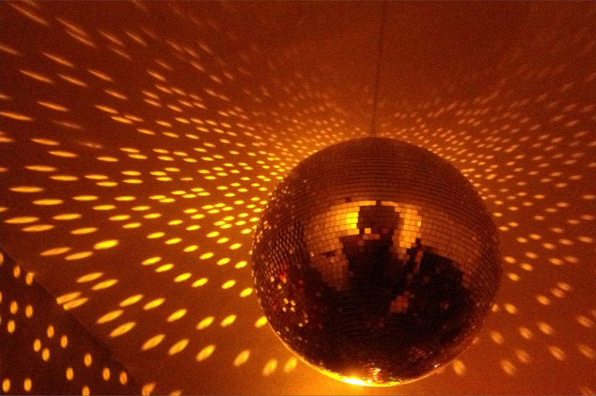
Зеркальный шар

Зеркальный шар или диско-шар — элемент светового оформления танцплощадок и дискотек, а также сцен, представляющий собой сферу, покрытую множеством плоских зеркал. Освещённый прожектором, диско-шар создаёт множество световых пятен, движущихся при вращении шара. Зеркальные шары стали особенно популярны в эпоху диско.
То, что сейчас обычно называют «диско-шарами», впервые стало широко использоваться ещё в ночных клубах в 1920-х годах. Один такой шар можно увидеть, например, в ночном клубе Берлина в немецком немом фильме 1927 года Die Sinfonie der Großstadt. В 1960-х, 1970-х и 1980-х годах эти шары были стандартным оборудованием в дискотеках. Луисвиллская компания из Кентукки, в настоящее время известная как Omega National Products, заявляет, что это она изготовила 90 % диско-шаров в Соединённых Штатах в эпоху диско и остаётся их поставщиком.
Распространены также миниатюрные шарики, которые продаются как сувениры и используются для декоративных целей, в том числе вешаются на зеркало заднего вида автомобиля или как ёлочная игрушка.